# Hoesch AG

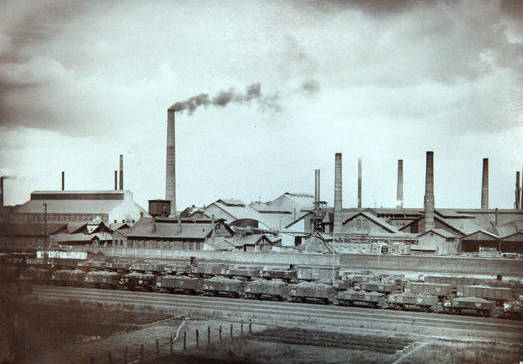
Westfalenhütte en 1896

Hoesch (Hoesch AG; anteriormente también Eberhard Hoesch & Sons y Hoesch-Werke) fue un conglomerado alemán de la industria acerera y de la minería, con sede en Dortmund y varias filiales en la región del Ruhr y en Siegen. Fundada en 1871 por Leopold Hoesch, en 1938 la compañía empleaba a más de 30.000 personas y se encontraba entre las empresas más grandes de la Alemania nazi.
En 1972, el destacado productor de acero se fusionó con la empresa siderúrgica holandesa Hoogovens para formar la compañía Estel. Hoesch llegó a ser el mayor empleador de la zona de Dortmund. En 1982, Detlev Karsten Rohwedder detuvo la fusión con la empresa holandesa Estel, y Hoesch volvió a ser una empresa independiente. En 1991, Krupp (actualmente ThyssenKrupp), su principal competidor alemán, adquirió Hoesch y la fusión se completó en 1992.

## Historia
La familia Hoesch ya llevaba mucho tiempo establecida en la región de Eifel, donde poseía varias empresas metalúrgicas antes de la fundación en Dortmund de la empresa que recibió su nombre, operando fábricas en Monschau, Lendersdorf cerca de Düren (desde 1819) y en Eschweiler (desde 1847).
En 1871, Leopold Hoesch, junto con sus hijos Wilhelm (1845-1923) y Albert (1847-1898), así como sus primos Viktor (1824-1888) y Eberhard Hoesch (1827-1907), fundó una nueva siderurgia en Dortmund, en la entonces provincia de Westfalia, para aprovechar las ventajas de la ubicación de la emergente región del Ruhr, donde se localizaban ricos yacimientos de carbón y el ferrocarril necesario para el transporte del mineral de hierro.
Durante la década de 1890, Hoesch también se hizo cargo de parte de la fabricación de la antigua Hüsing & Co. en Warstein, y la fundición se fusionó con Siepmann. La nueva empresa sobrevivió a la desaparición de sus fundadores, y en 1899 adquirió la mina de carbón de Westfalia con su coquería asociada, la planta de Kaiserstuhl. Durante la República de Weimar, Hoesch fue una de las pocas empresas de la industria pesada que no se integró en la United Steel Works. En 1930, Hoesch se fusionó con la Asociación Minera de Colonia-Nueva-Essen y en 1966 adquirió la Dortmund-Hörder Hüttenunion.
Tras la toma del poder por los nacionalsocialistas en 1933, Hoesch funcionó como un conglomerado de armamento, produciendo torretas para los modelos de carros de combate Panther y Tiger II, munición para tanques, cañones y placas de blindaje. Durante la Segunda Guerra Mundial, la empresa recurrió ampliamente al trabajo forzado, y en diciembre de 1944, más de un tercio de los trabajadores de la acería de Hoesch eran trabajadores forzados.
Como filial, Hoesch-Benzin GmbH se fundó en 1936 para la producción de combustibles sintéticos mediante el proceso Fischer-Tropsch. La planta de gasolina comenzó a operar en 1939. Durante los bombardeos sobre la región del Ruhr, las instalaciones quedaron prácticamente destruidas. La parte restante, destinada a continuar la producción después de la Segunda Guerra Mundial bajo el nombre de Dortmunder Paraffinwerke GmbH, quedó sometida a las órdenes de desmilitarización de los aliados occidentales.
En 1965, el Grupo Hoesch generó unos ingresos de 2.358 millones de marcos alemanes y empleaba a 48.600 trabajadores. En aquel entonces, una quinta parte de la población activa de Dortmund trabajaba para "Karl Hoesch". Este término era una muestra cariñosa de respeto entre los empleados de Hoesch y sirve como una forma de designar a la parte por el todo, especialmente para los asuntos relacionados con la empresa.
La Huelga de Septiembre, una exitosa huelga salvaje, comenzó el 2 de septiembre de 1969.
En pleno auge de la crisis del acero, Hoesch se fusionó en 1972, por iniciativa de Fritz Harders, con la empresa holandesa Koninklijke Hoogovens para formar el Grupo Estel. Sin embargo, la colaboración se interrumpió en 1982 a instancias del entonces director general de Hoesch, Detlev Rohwedder, convencido de la incompatibilidad de las culturas corporativas y de que los directivos holandeses de la siderurgia perjudicaban los intereses de las unidades de negocio de Dortmund. Rohwedder fue galardonado como "Gerente del Año" en 1983 por la exitosa reestructuración del Grupo Hoesch.
En 1991, como parte de una adquisición hostil, Hoesch AG fue adquirida por el entonces Grupo Krupp. La rentable Hoesch AG fue adquirida mediante una operación de compra apalancada por la entonces endeudada Krupp AG. Esta adquisición hostil se convirtió así en la primera compra apalancada de una sociedad anónima alemana en la historia de la República Federal de Alemania.

## Participación nazi
Friedrich Springorum representó a Hoesch AG en el encuentro secreto del 20 de febrero de 1933, donde destacados industriales se reunieron con Adolf Hitler para financiar al Partido Nacionalsocialista Obrero Alemán. Tras la llegada del nazismo al poder en 1933, Hoesch funcionó como empresa de armamento, produciendo torretas para los tanques Panther y Tiger II, munición para tanques, cañones y placas de blindaje. Durante la Segunda Guerra Mundial, la empresa recurrió ampliamente a trabajadores forzados. En diciembre de 1944, más de un tercio de los trabajadores de Hüttenwerk Hoesch eran trabajadores forzados.
La acería fue atacada por la RAF el 23 de mayo de 1943. El mando de bombarderos lanzó un gran ataque contra el complejo industrial como parte de la batalla del Ruhr. De los 826 aviones que partieron de Inglaterra, 38 se perdieron, pero los exploradores marcaron bien sus objetivos, lo que resultó en un ataque exitoso.